# Бескетік
Бескеті́к (каз. Бескетік) — село у складі Мактааральського району Туркестанської області Казахстану. Адміністративний центр Достицького сільського округу.
В радянські часи село називалось 3 Інтернаціонал, до 2000 року називалось ІІІ Інтернаціонал.
Населення — 3887 осіб (2021; 3566 у 2009, 3060 у 1999, 2765 у 1989).